# CAME Dosson Calcio a 5 2017-2018
Questa pagina raccoglie i dati riguardanti la CAME Dosson Calcio a 5, squadra di calcio a 5 militante in serie A, nelle competizioni ufficiali del 2017-2018.

## Trasferimenti

### Sessione estiva
| Loris Di Guida    | Kaos        |
| Thiago Grippi     | Al-Rayyan   |
| Luca Morassi      | Luparense   |
| Rangel            | Pato        |
| Michel Sviercoski | Bubi Merano |

| Pablo Belsito     | Ferro Carril Oeste |
| Marco Boaventura  | Italservice        |
| Michele Bordignon | Villorba           |
| Gabriel Miraglia  | Italservice        |
| Vavá              | svincolato         |

### Sessione invernale
| Pablo Belsito   | Ferro Carril Oeste |
| Donato Massafra | Real Rieti         |

| Marco Vascello | Maccan Prata |

## Organico

### Prima squadra
| N° | Naz.                 | Ruolo | Sportivo           | Anno     |  |  |
| -- | -------------------- | ----- | ------------------ | -------- |  |  |
| 1  | Italia (bandiera)    | POR   | Marco Vascello     | 21.02.93 |  |  |
| 1  | Italia (bandiera)    | POR   | Donato Massafra    | 24.12.89 |  |  |
| 2  | Argentina (bandiera) | DIF   | Pablo Belsito      | 29.03.86 |  |  |
| 7  | Italia (bandiera)    | LAT   | Loris Di Guida     | 12.04.96 |  |  |
| 8  | Brasile (bandiera)   | DIF   | Rangel             | 23.11.90 |  |  |
| 10 | /                    | PIV   | Erick Bellomo      | 03.03.78 |  |  |
| 11 | Italia (bandiera)    | LAT   | Riccardo Crescenzo | 30.10.88 |  |  |
| 12 | /                    | PIV   | Arlan Pablo Vieira | 03.07.90 |  |  |
| 13 | Brasile (bandiera)   | DIF   | Michel Sviercoski  | 30.07.87 |  |  |
| 14 | /                    | UNI   | Alemão             | 25.06.76 |  |  |
| 19 | Italia (bandiera)    | POR   | Luca Morassi       | 07.01.91 |  |  |
| 20 | Brasile (bandiera)   | LAT   | Thiago Grippi      | 09.07.88 |  |  |
| 21 | Brasile (bandiera)   | LAT   | Murilo Schiochet   | 09.01.93 |  |  |
| 23 | Italia (bandiera)    | LAT   | Alvise Rosso       | 20.02.96 |  |  |

### Under-19
| N° | Naz.              | Ruolo | Sportivo           | Anno     |  |  |
| -- | ----------------- | ----- | ------------------ | -------- |  |  |
| 6  | Italia (bandiera) | LAT   | Mattia Cappelletto | 09.01.98 |  |  |